# 문득, 음악이 듣고 싶은 오후
조현정의 문득, 음악이 듣고 싶은 오후는 TBN 경인교통방송(인천, 경기 FM 100.5㎒, 서해5도 FM 105.5㎒)에서 평일 오후 5시부터 5시 52분까지 방송한 인천, 경기 지역의 라디오 음악 프로그램이다.

## 프로그램 소개
- 문득, 음악이 듣고 싶은 오후~ 경쾌한 음악과 발라드 명곡으로 여러분의 오후를 함께합니다.